# Ennis
Ennis (irisch Inis) ist eine Kleinstadt im Westen der Republik Irland. Sie hat 27.923 Einwohner (Stand 2022 – Agglomeration) und liegt am Fluss Fergus, etwa 30 Kilometer nordwestlich von Limerick. Die Stadt ist Sitz der Verwaltung des County Clare und des römisch-katholischen Bistums Killaloe mit der Kathedrale St. Peter und St. Paul aus dem 19. Jahrhundert. Ennis für seine reiche Musik- und Straßenkunstszene bekannt.
Der Name der Stadt leitet sich von dem irischen Wort „Inis“ für „Insel“ ab und verdankt sich ihrer Lage auf der Inis Laoi („Kälberinsel“) oder Inis Cluana Rámhfhada („Insel der langen Ruderwiese“) zwischen zwei Flussarmen des Fergus.

## Geschichte
Die Geschichte von Ennis ist eng mit der O'Brien-Familie, den Nachfahren des irischen Hochkönigs Brian Boru, verbunden.  Die O’Briens stammten ursprünglich aus Limerick, verließen diesen Ort aber im zwölften Jahrhundert, um sich in Clonroad niederzulassen, wo sie das königliche Fort errichteten. Die Franziskanermönche, die später eintrafen, waren mit dem O'Brien-König von Thomond befreundet. Im Jahr 1240 begann Donnchadh Ó Briain, König von Thomond, auf einer Insel im Fergus mit dem Bau einer Kirche, die zum Ursprung von Ennis werden sollte. Die Kirche wurde bald darauf den Franziskanern überlassen, die sie zu einem Kloster, der Ennis Friary, mit einer Klosterschule ausbauten. Im 14. Jahrhundert lebten und studierten dort bereits ca. 1000 Mönche und Schüler. Um das Kloster herum entwickelte sich während des Mittelalters allmählich eine recht bedeutende Ansiedlung. Aufgrund seiner zentralen Lage und Bedeutung wurde Ennis 1565 zur Hauptstadt der neu gegründeten Grafschaft Clare erhoben. Im Jahr 1610 erhielt die Stadt schließlich das Marktrecht. Während der religiösen Konflikte des 17. Jahrhunderts wurden das Kloster und die Schule aufgelöst. Zu Beginn des 19. Jahrhunderts hatten sich Betriebe der Textilindustrie sowie Brauereien und Brennereien in Ennis niedergelassen. Aber Epidemien und die Große Hungersnot der 1840er-Jahre beeinträchtigten die Entwicklung der Stadt erheblich. Zwischen 1840 und 1860 verlor die Stadt etwa ein Viertel ihrer Bevölkerung.
Der Name der Stadt ist auch mit zwei herausragenden Persönlichkeiten der irischen Geschichte verbunden. Im Jahre 1828 wurde Daniel O’Connell in Ennis als erster Katholik in das britische Unterhaus gewählt. 1917 errang Éamon de Valera bei einer Nachwahl zum britischen Unterhaus einen überwältigenden Wahlsieg. Er blieb der Stadt Ennis während seiner gesamten politischen Karriere als Abgeordneter treu.

## Wirtschaft
Ennis ist, neben der Shannon Free Zone am Shannon Airport, der wichtigste Industriestandort im County Clare. In den letzten zwei Jahrzehnten wurden mehrere Gewerbegebiete angelegt. Hier haben sich hauptsächlich Unternehmen der Elektro- und Pharmaindustrie angesiedelt.
Zum wirtschaftlichen Aufschwung der Stadt hat nicht zuletzt das Information Age Town Project beigetragen. In einem von der nationalen Telekomgesellschaft Eircom 1997 initiierten Wettbewerb wurde Ennis unter mehreren anderen Bewerbern hierfür ausgewählt. Im Rahmen dieses Projektes wurden von 1997 bis 2002 umgerechnet 19 Millionen Euro in die Kommunikationsinfrastruktur der Stadt investiert. Behörden, Schulen, Firmen, aber auch Privathaushalte erhielten Unterstützung und Schulung bei der Anschaffung neuer Geräte, Software und Internetzugänge. Heute besitzen 80 % aller Haushalte der Stadt einen Internetanschluss. 2005 entstand der Information Age Park.
Ennis war jahrhundertelang eine wichtige Marktstadt. Bis heute hat sich der Viehhandel erhalten. Die Bedeutung hat allerdings im Laufe der Jahre abgenommen. Ein Grund hierfür war auch der Ausbruch der Maul- und Klauenseuche 2001. Dank restriktiver Maßnahmen kam es zwar zu nur wenigen Ausbrüchen der Seuche im County, aber der Markt hat dennoch darunter gelitten.
In den Jahren 2005 und 2021 gewann Ennis den landesweiten Tidy-Towns-Wettbewerb des Department of the Environment, Heritage and Local Government. Damit wurden die Bemühungen der Stadt um die Verbesserung des Umweltschutzes und die Bewahrung ihres historischen Stadtbildes gewürdigt.
Die Finanzkrise seit 2007 wirkte sich auf die Wirtschaft Irlands aus, somit sind auch negative wirtschaftliche Entwicklungen für die Gewerbetreibenden und die Unternehmen in Ennis erkennbar.

## Verkehr

### Straße
Ennis ist der wichtigste Verkehrsknotenpunkt des County Clare. Hier treffen alle Nationalstraßen sowie mehrere Regionalstraßen zusammen. Die drei Nationalstraßen verbinden Ennis mit Galway City und Limerick City (N18), Ennistymon (N85) und Kilrush (N68). Im Frühjahr 2007 wurde eine Umgehungsstraße (Ennis Bypass) fertiggestellt.

### Bahn
Von Ennis bestehen Bahnverbindungen nach Limerick (~10 mal täglich) und nach Galway (~6 mal täglich). Letztere Verbindung wurde 2010 wiedereröffnet.

### Bus
Den überwiegenden Teil des überregionalen öffentlichen Verkehrs sowie den Verkehr mit den umliegenden Ortschaften führt Bus Éireann durch.

### Flugzeug
Etwa 25 Kilometer südlich von Ennis liegt der Shannon Airport. Er ist heute der zweitwichtigste irische Flughafen nach Dublin. Früher war er eine wichtige Zwischenstation für Transatlantikflüge. Obwohl er in den letzten Jahren an Bedeutung verloren hat, bietet er immer noch viele internationale Verbindungen, vor allem nach Nordamerika.

## Politik
Der Town Council der Stadt wird für fünf Jahre gewählt. Der Bürgermeister der Stadt wird aus den Reihen des Gemeinderats jährlich neu bestimmt. 

## Kultur
Die Stadt Ennis hat sich zu einem Zentrum der traditionellen irischen Musik entwickelt. Wesentlich dazu beigetragen hat das jährlich im Mai stattfindende Fleadh Nua. Es wurde 1974 von Dublin nach Ennis verlegt und hat sich zu einem der größten Musikfestivals des Landes entwickelt. Daneben findet im November noch das Guinness Traditional Music Festival statt.
Ein Sammelsurium an Straßenkunstformen bietet das jährliche Ennis Street Art Festival. Im November 2001 wurde mit dem Glór ein neues Veranstaltungszentrum für einheimische Musik eröffnet. Der 7 Millionen Euro teure Bau bietet Platz für 550 Zuschauer.

## Städtepartnerschaften
Ennis unterhält mit folgenden Städten Partnerschaften:
- Saint-Paul-de-Fenouillet, Frankreich
- Phoenix, Vereinigte Staaten
- Langenfeld, Deutschland

## Ehrenbürger
- Muhammad Ali (1942–2016), Honorary Freeman of Ennis (2009)[11]

## Söhne und Töchter (Auswahl)
- Denise Gough (* 1980), Theater- und Filmschauspielerin
- Séamus Patrick Horgan (* 1969), römisch-katholischer Geistlicher, Erzbischof und Diplomat
- Simone Kirby (* 1976), Theater- und Filmschauspielerin
- Bernárd Lynch (* 1947), Autor und katholischer Priester
- Harriet Smithson (1800–1854), Schauspielerin, erste Ehefrau des französischen Komponisten Hector Berlioz